# Tramways des Deux-Sèvres
Le tramway des Deux-Sèvres est un ancien réseau de chemin de fer secondaire à voie métrique construit dans le département des Deux-Sèvres. 

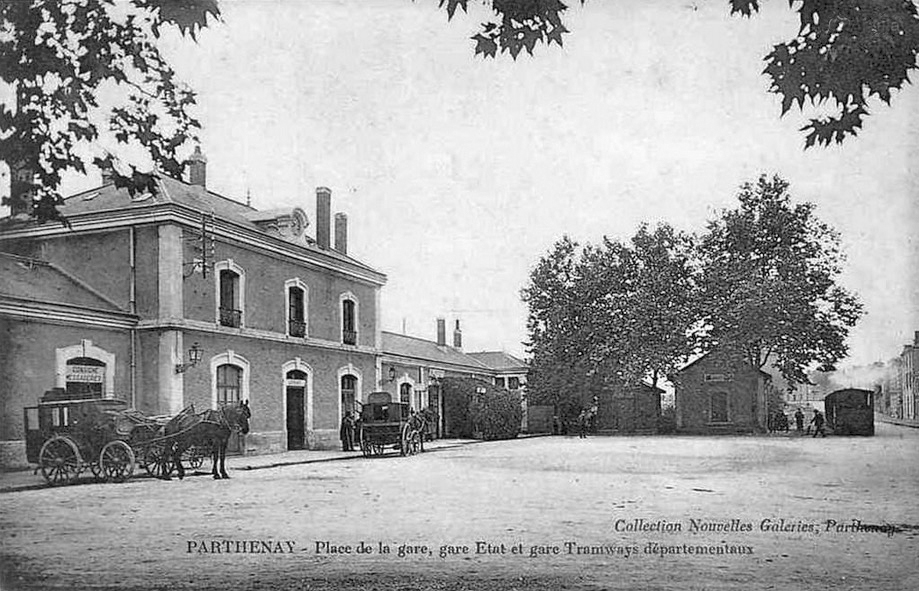
Un train en gare de Parthenay.

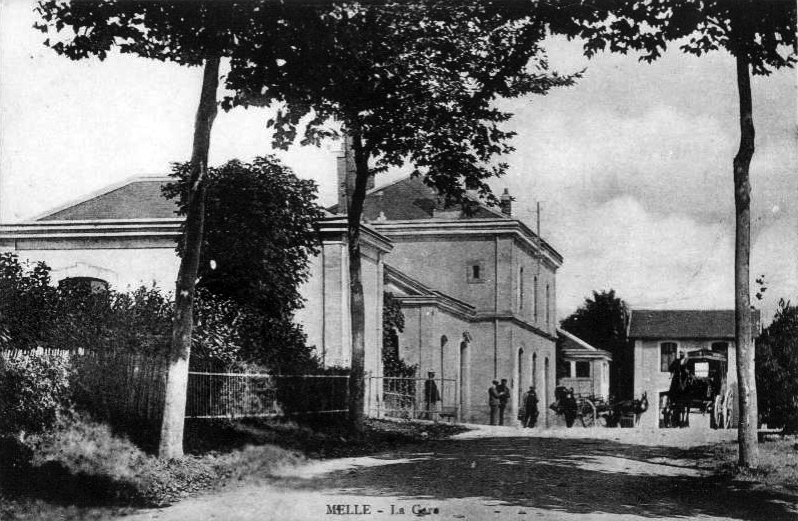
La Gare de Melle-Etat et celle des TDS dont on voit le BV sur la droite.

.

## Histoire
Le Conseil général souhaite créer un réseau de chemin de fer d'interet local dans le département des Deux-Sèvres. Une convention est signée avec la compagnie française des voies ferrées économiques, le 4 août 1895 pour réaliser un ensemble de trois lignes:
- de Parthenay à Saint-Maixent
- de Parthenay à Saint-Laurs
- de Bressuire à Montreuil-Bellay (ligne isolée).
En 1897, la première ligne ouvre entre Parthenay et Saint-Maixent via Ménigoute.
En 1899, la compagnie des Tramways des Deux-Sèvres (TdS) se substitue au concessionnaire initial .
En 1901, est  ouverte la ligne de Parthenay à Saint-Laurs via l'Absie et celle de Bressuire à Montreuil-Bellay. 
Le réseau prend alors sa forme définitive, avec deux lignes partant de Parthenay et une ligne isolée située au nord du département.
Le centre du réseau est situé à Parthenay où se trouvent les bureaux de la direction et les ateliers.
Une nouvelle ligne est créée entre Saint-Laurs et Saint-Maixent. La construction est très avancée, les rails sont posés, certains bâtiments sont construits. 
La construction est abandonnée suite au déclenchement de la guerre de 14-18. Les rails sont réquisitionnés pour servir à la desserte du front.
En 1922 les trains à vapeur sont remplacés par des autorails.
Toutes ces lignes ferment au début de l'année 1939, l'infrastructure est démontée et le matériel roulant est vendu. Seule la ligne de Lezay à Melle fonctionne jusqu'en 1947.
Une partie du trafic voyageur est assurée par la route au moyen d'autocars fonctionnant au gazogène. La société disparaît en 1956 par fusion avec la compagnie des tramways de l'Indre.
Une courte section de ligne de 3 km est exploitée jusqu'en 1975, entre la gare SNCF de Melle et les "Usines chimiques". Les wagons à voie normale étaient acheminés jusqu'aux usines en empruntant l'ancienne ligne des tramways, posés sur des bogies porteurs à voie métrique.

## Liste des lignes
Réseau sud

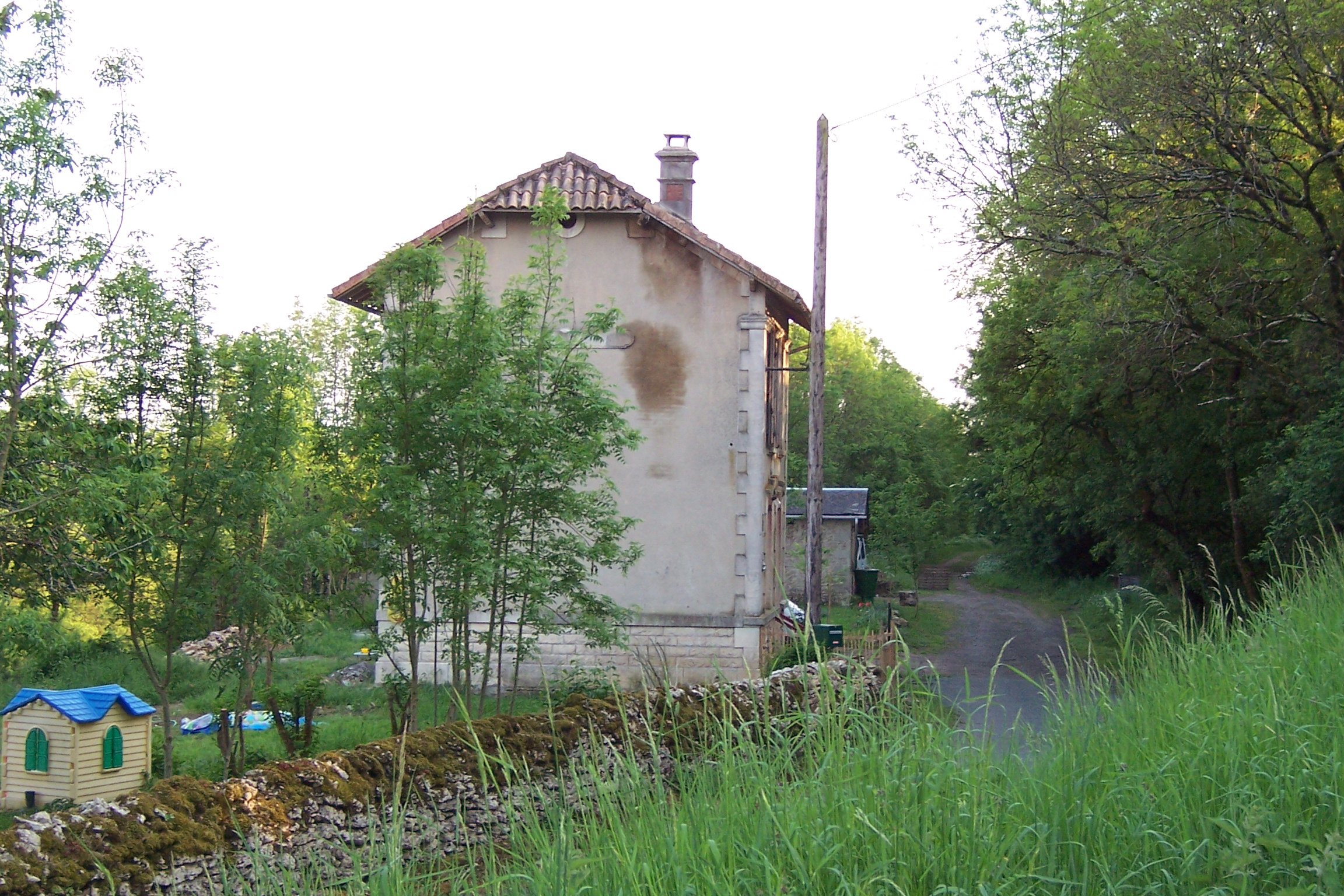
Gare d'Augé (ligne Saint Maixent - Saint Laurs), la voie passait à droite de la gare

- Parthenay-Saint-Maixent-l'École (43 km) :

- Parthenay - Ménigoute : ouverture en 1897
- Ménigoute - Saint Maixent:  ouverture en 1901
|  | LSTR |

|  | exLSTRq | eABZg+r |  |  |

|  | WASSERq | hKRZWae | WASSERq |  |

|  | vSHI2gl- | d |

| uexKBHFa | HUBq · evBHF | dHUBe@gq |

| d | uexSHI1+l | SHI2g+l | exdSTRl+4h | exLSTRq |

| LSTRq | uxmKRZo | STRr |  |  |

| uexSTRl | uexSTR+r |  |

| uexBHF |

| uexLSTRq | uexABZgr |  |

| uexBHF |

| uexBHF |

| uexBHF |

| uexBHF |

| uexBHF |

| uexBHF |

| WASSERq | uexhKRZWae | WASSERq |

| uexBHF |

| uexHST |

| WASSERq | uexhKRZWae | WASSERq |

| uexBHF |

| uexLSTRq | uexABZg+r |  |

|  | uexSTR | LSTR |

|  | WASSERq | uexhKRZWae | hKRZWae | WASSERq |

|  |  | uexBHF | BHF |  |

|  | LSTRq | uxmKRZo | STRr |  |

| uexLSTR |

|  | LSTR |

|  | exLSTRq | eABZg+r |  |  |

|  | WASSERq | hKRZWae | WASSERq |  |

|  | vSHI2gl- | d |

| uexKBHFa | HUBq · evBHF | dHUBe@gq |

| d | uexSHI1+l | SHI2g+l | exdSTRl+4h | exLSTRq |

| LSTRq | uxmKRZo | STRr |  |  |

| uexSTRl | uexSTR+r |  |

| uexBHF |

| uexLSTRq | uexABZgr |  |

| uexBHF |

| uexBHF |

| uexBHF |

| uexBHF |

| uexBHF |

| uexBHF |

| WASSERq | uexhKRZWae | WASSERq |

| uexBHF |

| uexHST |

| WASSERq | uexhKRZWae | WASSERq |

| uexBHF |

| uexLSTRq | uexABZg+r |  |

|  | uexSTR | LSTR |

|  | WASSERq | uexhKRZWae | hKRZWae | WASSERq |

|  |  | uexBHF | BHF |  |

|  | LSTRq | uxmKRZo | STRr |  |

| uexLSTR |

- Parthenay - Saint-Laurs (42 km) :

- Parthenay- L'Absie : ouverture en 1901
- L'Absie- Saint-Laurs : ouverture en décembre 1901
|  | LSTR |

|  | exLSTRq | eABZg+r |  |  |

|  | WASSERq | hKRZWae | WASSERq |  |

|  | vSHI2gl- | d |

| uexKBHFa | HUBq · evBHF | dHUBe@gq |

| d | uexSHI1+l | SHI2g+l | exdSTRl+4h | exLSTRq |

| STR+l | uxmKRZo | STRr |  |  |

| STR | uexSTRl | uexSTR+r |  |  |

| STR |  | uexBHF |  |  |

| STR |  | uexABZgl | uexLSTRq |  |

| STRl | STRq | uxmKRZu | LSTRq |  |

| WASSERq | uexhKRZWae | WASSER+r |

|  | uexHST | WASSER |

|  | uexHST | WASSER |

|  | uexHST | WASSER |

|  | uexBHF | WASSER |

| WASSER+l | uexhKRZWae | WASSERr |

| WASSER | uexBHF |  |

| WASSER | uexHST |  |

| WASSERl | uexhKRZWae | WASSERq |

| uexBHF |

| WASSERq | uexhKRZWae | WASSERq |

| uexBHF |

| uexHST |

| uexHST |

| uexBHF |

| uexHST |

| exKBSTaq | uexmKRZ | exSTR+r |

|  | exLSTR+r | uexSTR | exSTR |  |

|  | exBHF | uexBHF | exSTR |  |

| exABZg+l | uexmKRZ | exSTRr |

| exLSTR | uexSTR |  |

|  | uexLSTR |

|  | LSTR |

|  | exLSTRq | eABZg+r |  |  |

|  | WASSERq | hKRZWae | WASSERq |  |

|  | vSHI2gl- | d |

| uexKBHFa | HUBq · evBHF | dHUBe@gq |

| d | uexSHI1+l | SHI2g+l | exdSTRl+4h | exLSTRq |

| STR+l | uxmKRZo | STRr |  |  |

| STR | uexSTRl | uexSTR+r |  |  |

| STR |  | uexBHF |  |  |

| STR |  | uexABZgl | uexLSTRq |  |

| STRl | STRq | uxmKRZu | LSTRq |  |

| WASSERq | uexhKRZWae | WASSER+r |

|  | uexHST | WASSER |

|  | uexHST | WASSER |

|  | uexHST | WASSER |

|  | uexBHF | WASSER |

| WASSER+l | uexhKRZWae | WASSERr |

| WASSER | uexBHF |  |

| WASSER | uexHST |  |

| WASSERl | uexhKRZWae | WASSERq |

| uexBHF |

| WASSERq | uexhKRZWae | WASSERq |

| uexBHF |

| uexHST |

| uexHST |

| uexBHF |

| uexHST |

| exKBSTaq | uexmKRZ | exSTR+r |

|  | exLSTR+r | uexSTR | exSTR |  |

|  | exBHF | uexBHF | exSTR |  |

| exABZg+l | uexmKRZ | exSTRr |

| exLSTR | uexSTR |  |

|  | uexLSTR |

- Saint-Maixent-l'École - Melle (49 km) : ouverture en 1901

|  | uexLSTR |

|  |  | uexSTR | LSTR |  |

|  |  | uexBHF | BHF |  |

|  | LSTRq | uxmKRZo | STRr |  |

| uexHST |

|  | RMq | lDSTRq | RMq |  |

| uexHST |

| uexBHF |

| uexHST |

| uexHST |

| uexHST |

| WASSER+l | uexhKRZWae | WASSERq |

| WASSER | uexBHF |  |

| WASSER | uexHST |  |

| WASSER | uexBHF |  |

| WASSER | uexHST |  |

| WASSER | uexHST |  |

| WASSER | uexBHF |  |

| WASSER | uexHST |  |

| WASSERl | uexhKRZWae | WASSER+r |

| WASSERq | uexhKRZWae | WASSERr |

| uexBHF |

| uexHST |

| uexHST |

| uexBHF |

| uexHST |

| uexHST |

| uexHST |

| uexBHF |

| uexHST |

| uexHST |

| uexHST |

| uexBHF |

|  | uexABZg+l | uexKBSTeq |

| uexHST |

| WASSERq | uexhKRZWae | WASSERq |

|  | exLSTR | uexSTR |  |  |

|  | exBHF | uexKBHFe |  |  |

| exLSTR |

|  | uexLSTR |

|  |  | uexSTR | LSTR |  |

|  |  | uexBHF | BHF |  |

|  | LSTRq | uxmKRZo | STRr |  |

| uexHST |

|  | RMq | lDSTRq | RMq |  |

| uexHST |

| uexBHF |

| uexHST |

| uexHST |

| uexHST |

| WASSER+l | uexhKRZWae | WASSERq |

| WASSER | uexBHF |  |

| WASSER | uexHST |  |

| WASSER | uexBHF |  |

| WASSER | uexHST |  |

| WASSER | uexHST |  |

| WASSER | uexBHF |  |

| WASSER | uexHST |  |

| WASSERl | uexhKRZWae | WASSER+r |

| WASSERq | uexhKRZWae | WASSERr |

| uexBHF |

| uexHST |

| uexHST |

| uexBHF |

| uexHST |

| uexHST |

| uexHST |

| uexBHF |

| uexHST |

| uexHST |

| uexHST |

| uexBHF |

|  | uexABZg+l | uexKBSTeq |

| uexHST |

| WASSERq | uexhKRZWae | WASSERq |

|  | exLSTR | uexSTR |  |  |

|  | exBHF | uexKBHFe |  |  |

| exLSTR |

- Raccordement de Melle aux usines chimiques : ouverture en 1901
- Saint-Maixent-l'École - Saint-Laurs : (ligne construite mais jamais ouverte au trafic)

|  | uexLSTR |

|  | LSTR | uexSTR |  |  |

|  | BHF | uexBHF |  |  |

|  | LSTR | uexSTR |  |  |

| WASSERq | uexhKRZWae | WASSERq |

| uexLSTRq | uexABZgr |  |

| uexBHF |

| WASSERq | uexhKRZWae | WASSERq |

| uexBHF |

|  | STR+l | uxmKRZo | LSTRq |  |

|  | eBHF | uexBHF |  |  |

|  | LSTR | uexSTR |  |  |

| WASSERq | uexhKRZWae | WASSERq |

| uexBHF |

| uexBHF |

| uexBHF |

| WASSERq | uexhKRZWae | WASSERq |

| uexBHF |

|  |  | uexSTR | exLSTR |  |

|  |  | uexLBHF | exBHF |  |

|  |  | uexBHF | exBHF |  |

|  | uexSTR | exLSTR |

|  | uexLSTR |

|  | uexLSTR |

|  | LSTR | uexSTR |  |  |

|  | BHF | uexBHF |  |  |

|  | LSTR | uexSTR |  |  |

| WASSERq | uexhKRZWae | WASSERq |

| uexLSTRq | uexABZgr |  |

| uexBHF |

| WASSERq | uexhKRZWae | WASSERq |

| uexBHF |

|  | STR+l | uxmKRZo | LSTRq |  |

|  | eBHF | uexBHF |  |  |

|  | LSTR | uexSTR |  |  |

| WASSERq | uexhKRZWae | WASSERq |

| uexBHF |

| uexBHF |

| uexBHF |

| WASSERq | uexhKRZWae | WASSERq |

| uexBHF |

|  |  | uexSTR | exLSTR |  |

|  |  | uexLBHF | exBHF |  |

|  |  | uexBHF | exBHF |  |

|  | uexSTR | exLSTR |

|  | uexLSTR |

Réseau nord
- Bressuire - Montreuil-Bellay (61,7 km) :

|  | exLSTR |

|  |  | xABZg+l | STRq | STR+r |

|  |  | BHF | uexKBHFa | LSTR |

|  | LSTRq | xABZgr | uexSTR | LSTR |

|  | exLSTRq | exABZgr | uexSTR | LSTR |

|  | exLSTRq | exSTRr | uexSTR | LSTR |

|  |  | uexSTR+l | uexSTRr | LSTR |

|  |  | uexBHF |  | LSTR |

|  | RMq | lDSTRq | RMq | LSTR |

|  |  | uexBHF |  | LSTR |

|  | LSTRq | uxmKRZ | STRq | STRr |

| uexHST |

| uexBHF |

| uexHST |

| uexHST |

| uexHST |

| WASSERq | uexhKRZWae | WASSERq |

| uexBHF |

| uexHST |

| uexHST |

| uexHST |

| uexHST |

| uexHST |

| uexBHF |

| uexHST |

| uexHST |

| uexHST |

| uexBHF |

| uexBHF |

| uexHST |

| GRZ+l | uxSTR+GRZq |  |

| Deux-Sèvres    |
| Maine-et-Loire |

| GRZ | uexBHF |  |

| GRZ | uexHST |  |

| WASSERq | uexhKRZWae | WASSERq |

| Maine-et-Loire |
| Deux-Sèvres    |

|  | uexBHF | GRZ |

|  | uexHST | GRZ |

|  | uxSTR+GRZq | GRZr |

| Deux-Sèvres    |
| Maine-et-Loire |

| LSTR | uexSTR |  |

| exLSTRq | eABZg+r | uexSTR |  |  |

|  | eABZg+l | uexmKRZ | exSTR+r |  |

|  | BHF | uexKBHFe | exSTR |  |

| LSTRq | xABZgr |  | exSTR |  |

| exABZg+l | exSTRq | exSTRr |

| exLSTR |

|  | exLSTR |

|  |  | xABZg+l | STRq | STR+r |

|  |  | BHF | uexKBHFa | LSTR |

|  | LSTRq | xABZgr | uexSTR | LSTR |

|  | exLSTRq | exABZgr | uexSTR | LSTR |

|  | exLSTRq | exSTRr | uexSTR | LSTR |

|  |  | uexSTR+l | uexSTRr | LSTR |

|  |  | uexBHF |  | LSTR |

|  | RMq | lDSTRq | RMq | LSTR |

|  |  | uexBHF |  | LSTR |

|  | LSTRq | uxmKRZ | STRq | STRr |

| uexHST |

| uexBHF |

| uexHST |

| uexHST |

| uexHST |

| WASSERq | uexhKRZWae | WASSERq |

| uexBHF |

| uexHST |

| uexHST |

| uexHST |

| uexHST |

| uexHST |

| uexBHF |

| uexHST |

| uexHST |

| uexHST |

| uexBHF |

| uexBHF |

| uexHST |

| GRZ+l | uxSTR+GRZq |  |

| Deux-Sèvres    |
| Maine-et-Loire |

| GRZ | uexBHF |  |

| GRZ | uexHST |  |

| WASSERq | uexhKRZWae | WASSERq |

| Maine-et-Loire |
| Deux-Sèvres    |

|  | uexBHF | GRZ |

|  | uexHST | GRZ |

|  | uxSTR+GRZq | GRZr |

| Deux-Sèvres    |
| Maine-et-Loire |

| LSTR | uexSTR |  |

| exLSTRq | eABZg+r | uexSTR |  |  |

|  | eABZg+l | uexmKRZ | exSTR+r |  |

|  | BHF | uexKBHFe | exSTR |  |

| LSTRq | xABZgr |  | exSTR |  |

| exABZg+l | exSTRq | exSTRr |

| exLSTR |

## Matériel roulant
Locomotives à vapeur
Elles sont fournies par la firme ANF Blanc-Misseron, elles étaient du type 030 avec deux postes de conduite et toiture continue.
- N°1 à 16: Blanc-Misseron (n° de construction 150 à 165) livrées en 1896.

Locomotive diésel
- Type C Brissonneau et Lotz N° LT1 (1937), construit avec des éléments[3] de la locomotive 030, Blanc-Misseron n°16 (165/1896),

Autorails
Ils sont construits par les ateliers de Parthenay, sous la direction de Mr Georges Tatary, ingénieur de l'école centrale et administrateur de la compagnie.
- N°1 en 1921 sur chassis GMC et caisse d'origine (prototype), moteur 18 CV
- N°2 en 1921 sur chassis GMC et caisse à ossature bois avec 2 glaces latérales, moteur 18 CV
- N°3 à 5, en 1921 sur chassis GMC et caisse à ossature bois avec 3 glaces latérales, moteur 18 CV[5]
- N°11 à 20, construit en 1922 sur chassis GMC, moteur 18 CV
- N°31 à 35, construit de 1925 à 33 sur chassis GMC et moteur De Dion, moteur 21 CV, (60x140mm)
- N°36 à 37, construit en 1936 et 37 sur chassis GMC et moteur De Dion, moteur  27 CV, (95x140mm)

### Matériel préservé
- Locomotive 030, Blanc-Misseron n°3, préservée par le Musée des transports urbains, interurbains et ruraux[6].
- Locotracteur Type C Brissonneau et Lotz N° LT1 (1937), construit avec des éléments[3] de la locomotive  030, Blanc-Misseron n°16 (165/1896), préservé au MTVS et  Classé MH (2002)[7].
- Voiture  N° ABf7 (1895), Horme-et-Buire, préservée au Musée des tramways à vapeur et des chemins de fer secondaires français[8] et  Classé MH (2002)[9].
- Voiture de 2nde classe, préservée par l’association des amis du Petit Anjou[10]
- Une grue roulante Baume et Marpent, préservée par l'association des amis du Petit Anjou[11].
- Un wagon tombereau Lf 351 Baume et Marpent de 1896, préservé par l'association des amis du Petit Anjou[11].
- Un wagon plat Baume et Marpent, préservé par l'association des amis du Petit Anjou[11].

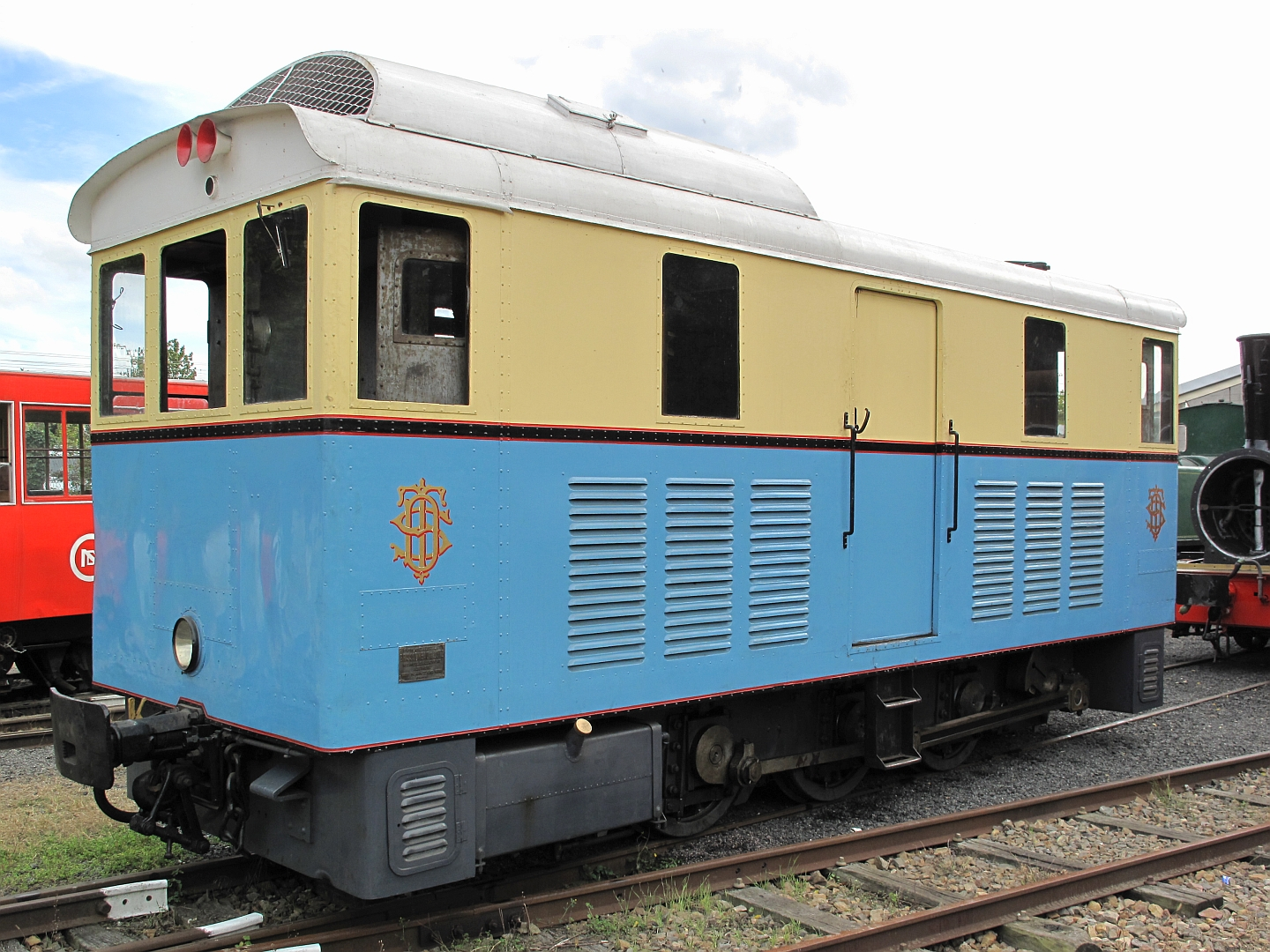
Le locotracteur no LT1 préservé au MTVS.
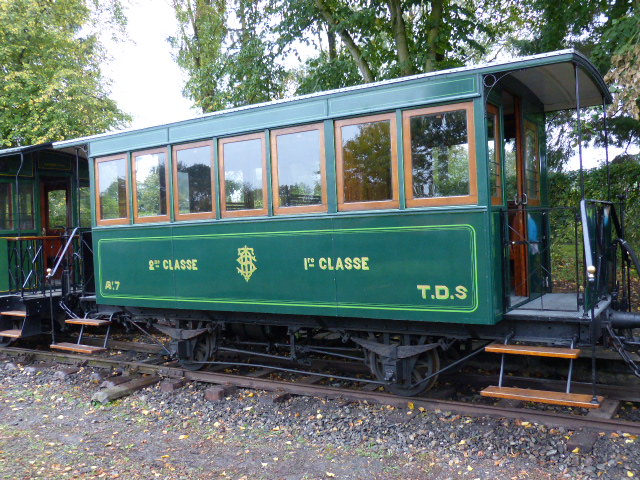
la voiture ABf 7 préservée au MTVS.
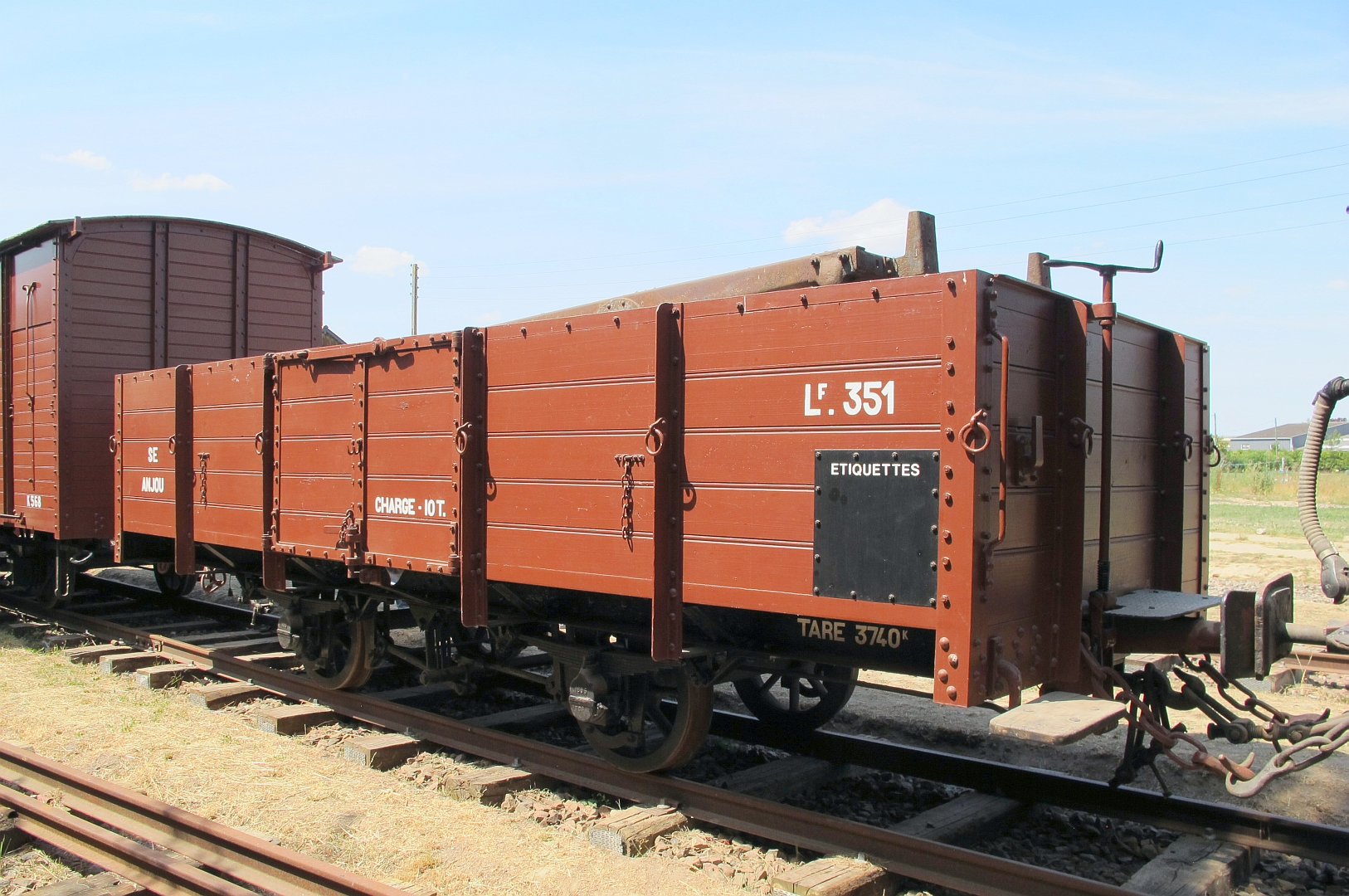
Le wagon-tombereau Lf.351 préservé par l'AAPA.